# Théorie de Kirchhoff
La théorie de Kirchhoff est une théorie de la diffraction qui permet, à l'aide du théorème de Green, de donner une formulation mathématique au principe de Huygens-Fresnel et de modéliser la propagation d'une onde à travers des ouvertures diffractantes. Elle a été introduite par le physicien Gustav Kirchhoff (1824-1887).

## Théorème intégral de Kirchhoff
Quelle que soit la nature de l'onde, pour une perturbation sinusoïdale (harmonique ou monochromatique selon le domaine) représentée par le champ {\displaystyle U} qui est solution de l'équation d'onde, le théorème intégral de Kirchhoff permet d'exprimer la valeur du champ {\displaystyle U(M)} en un point {\displaystyle M} en fonction du champ {\displaystyle U} et de son gradient {\displaystyle {\overrightarrow {\nabla }}U} sur une surface incluant le point {\displaystyle M} : 
| {\displaystyle U(M)={\frac {1}{4\pi }}\int \!\!\!\!\!\!\!\subset \!\!\!\supset \!\!\!\!\!\!\!\int _{S}\left({\frac {\mathrm {e} ^{\mathrm {i} kr}}{r}}\,{\overrightarrow {\nabla }}U-U\,{\overrightarrow {\nabla }}\left({\frac {\mathrm {e} ^{\mathrm {i} kr}}{r}}\right)\right)\cdot {\overrightarrow {\mathrm {d} S}}}. |

## Formule de diffraction de Fresnel-Kirchhoff

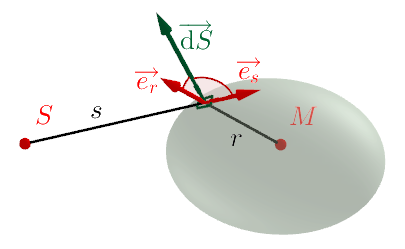
Notations utilisées.

La formule de diffraction de Fresnel-Kirchhoff fournit l'expression de l'amplitude de la perturbation en un point {\displaystyle M} causée par une source ponctuelle en un point {\displaystyle S} émettant un rayonnement monochromatique isotrope, à la seule condition que la longueur d'onde soit négligeable devant les distances de propagation :  
| {\displaystyle U(M)=-{\frac {i\,u_{0}}{\lambda }}\int \!\!\!\!\!\!\!\subset \!\!\!\supset \!\!\!\!\!\!\!\int _{S}K(\theta ){\frac {\mathrm {e} ^{\mathrm {i} k(r+s)}}{rs}}\mathrm {d} S}, |

avec {\displaystyle K(\theta )={\frac {1}{2}}\left(\cos({\overrightarrow {\mathrm {d} S}},{\overrightarrow {e_{r}}})-\cos({\overrightarrow {\mathrm {d} S}},{\overrightarrow {e_{s}}})\right)} nommé facteur d'oblicité ou facteur d'inclinaison.

## Cas d'une ouverture diffractante

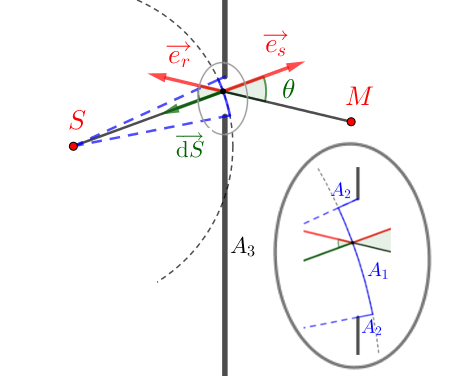
Notations utilisées.

On effectue l'intégration sur les surfaces : 
- {\displaystyle A_{1}} la calotte sphérique du faisceau qui pénètre par l'ouverture ; le champ scalaire y est identique en tout point, {\displaystyle {\overrightarrow {\mathrm {d} S}}} et  {\displaystyle {\overrightarrow {e_{s}}}} y sont de même direction et de sens opposé ;
- {\displaystyle A_{2}} sur les bords du faisceau, mais on considère son influence négligeable dès lors que la taille de l'ouverture est petite devant le rayon du front d'onde ;
- {\displaystyle A_{3}} la partie non éclairée de l'obstacle ; le champ y est considéré nul ;
- {\displaystyle A_{4}} une demi sphère de rayon tendant vers l'infini de sorte de le champ y soit nul (à la seule condition que son amplitude décroisse avec la distance).

Si {\displaystyle \theta =({\overrightarrow {\mathrm {d} S}},{\overrightarrow {e_{r}}})} alors le facteur d'oblicité sur {\displaystyle A_{1}}, seule surface qui intervient dans le calcul, est : 
| {\displaystyle K(\theta )={\frac {1}{2}}\left(\cos \theta +1\right)}. |

Ce facteur indique que la diffraction se fait préférentiellement dans les sens de la propagation, tout particulièrement il montre le non-retour de l'onde lors de la diffraction {\displaystyle K(\pi )=0}. 
Si l'onde incidente {\displaystyle U_{1}={\frac {u_{0}}{s}}\mathrm {e} ^{\mathrm {i} ks}} est considérée identique sur toute la surface l'ouverture, caractérisée par son coefficient de transmission {\displaystyle t}, alors : 
{\displaystyle U(M)=-{\frac {i}{\lambda }}\,U_{1}\!\!\int \!\!\!\!\!\int _{A_{1}}\!\!\!\!K(\theta )\,t\,{\frac {\mathrm {e} ^{\mathrm {i} kr}}{r}}\mathrm {d} S}.
Dans le cas de l'étude de la diffraction en champ lointain (diffraction de Fraunhofer), l'angle {\displaystyle \theta } est constant sur {\displaystyle A_{1}}, le facteur d'oblicité est donc constant et peut être sorti de l'intégrale. En posant {\displaystyle K'=-{\frac {i}{\lambda }}\,U_{1}\,K(\theta )}, on peut écrire :
{\displaystyle U(M)=K'\!\!\int \!\!\!\!\!\int _{A_{1}}\!\!\!\!t\,{\frac {\mathrm {e} ^{\mathrm {i} kr}}{r}}\mathrm {d} S}.